# Opolscy
Opolscy – ród drobnoszlachecki herbu Cholewa, który na początku XIX wieku osiadł w Rzeszowie. Należeli do rzeszowskiej elity. 

## Przedstawiciele
- Antoni Opolski
- Katarzyna z Opolskich Glatzlowa – matka Jana Glatzla
- Maria z Opolskich Szajnowa - matka Stanisława Szajny i babka Józefa Szajny